# Дворец латинских архиепископов (Львов)

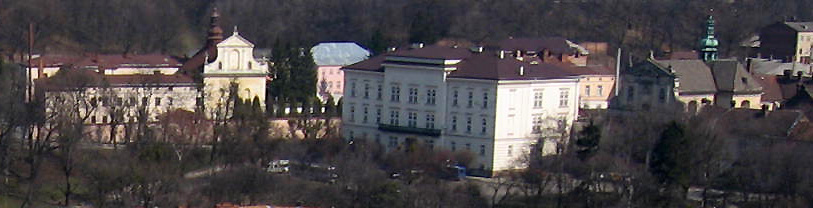
Дворец римско-католических архиепископов (дворец в центре, слева костёл святого Казимира, справа от дворца — костёл кармелиток

Дворе́ц лати́нских архиепи́скопов — памятник архитектуры во Львове (Украина). Находится на улице Винниченко, 32.
Здание было выстроено вблизи монастыря кармелиток босых и костёла Святого Казимира в 1844 году. Архитектором дворца римокатолических архиепископов был И.Зальцман. Здание несёт черты бидермейера, так как отличается простотой и отсутствием декора.